# آموس لي باركر
آموس لي باركر (بالإنجليزية: Amos Lee Parker)‏ هو لاعب آيكيدو ‏ أمريكي، ولد في 12 ديسمبر 1936 في هيوستن في الولايات المتحدة، وتوفي في 19 أغسطس 2013.